# Katedralen i Rijeka
Sankt Vitus katedral (kroatiska: Katedrala svetog Vida, italienska: Cattedrale di San Vito) är en romersk-katolsk kyrka i Rijeka i Kroatien. Den kulturminnesskyddade kyrkan uppfördes 1638–1744 och var ursprungligen en jesuitisk rotunda. Efter det att Rijeka blev biskopssäte och senare ärkebiskopssäte blev kyrkan upphöjd till katedral för ärkestiftet. Katedralen är uppförd i barockstil och är tillägnad stadens skyddshelgon sankt Vitus.

## Historik
På 1600-talet anlände jesuitorden till Rijeka. Den romersk-katolska orden beslöt att uppföra en kyrka på platsen för en äldre romansk kyrka tillägnad helgonet sankt Vitus. Den nya kyrkan kunde uppföras i Gamla stan med bidrag från grevinnan Ursula von Thanhausen. Kyrkobyggnaden uppfördes enligt ritningar av arkitekten Giacomo Briani som även hade ritat jesuitkyrkan Chiesa di Santa Maria della Maggiore i Trieste. Grundstenen lades den 15 juni 1638 men det skulle med kortare avbrott dröja till år 1744 innan den formellt invigdes.

## Arkitektur och interiör

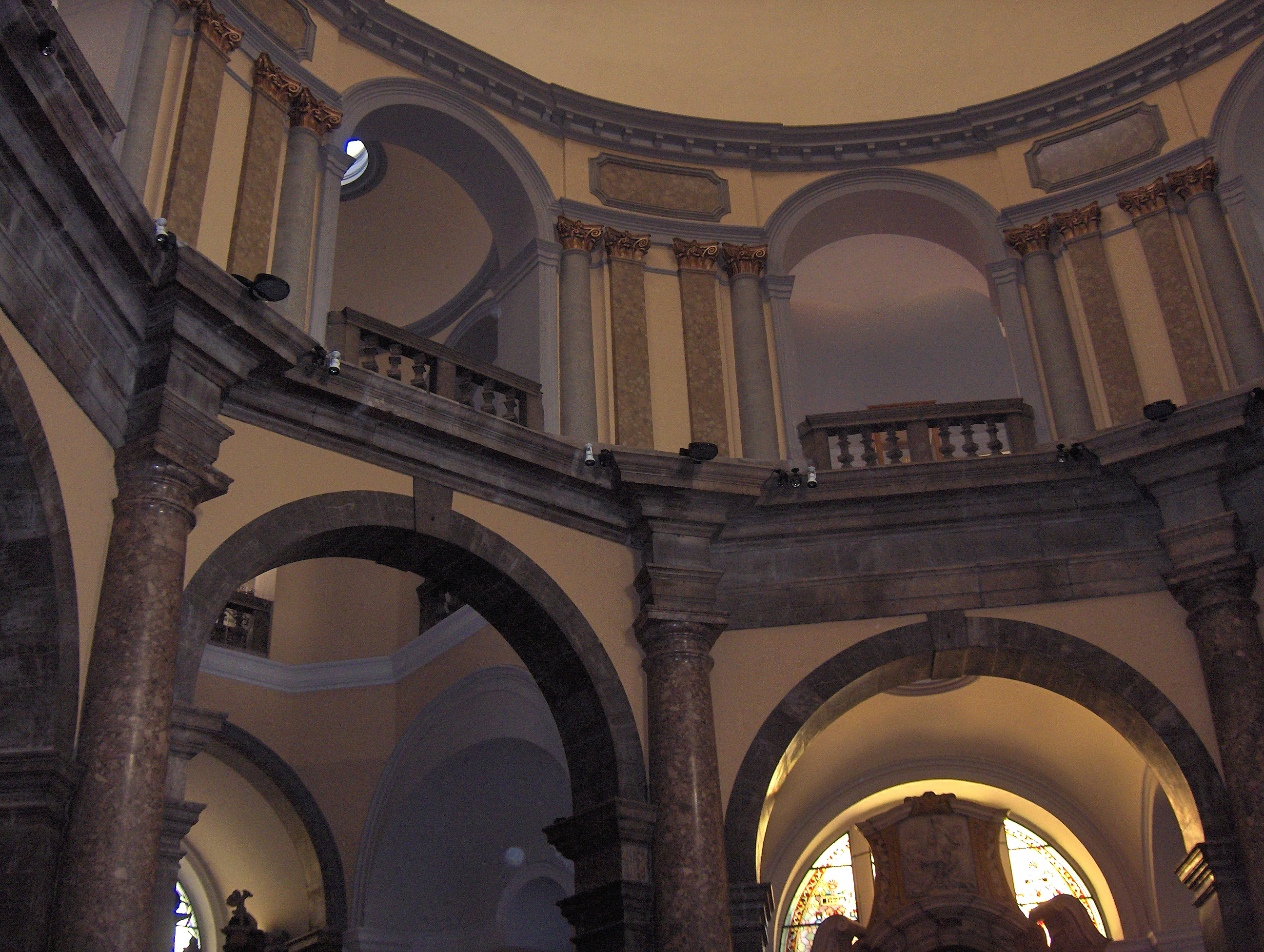
Interiör av övre katedralen.

Kyrkobyggnaden är en rotunda vilket är en ovanlig arkitekturform i Kroatien. Den är byggd i barockstil och har en central planlösning där en kupol vilar på sex monumentala marmorpelare. År 1727 tillkom ett lågt klocktorn bredvid kyrkan.
Kyrkans altare tillkom åren 1696–1740 och är ett verk av de vid samtiden välrenommerade hantverkarna Leonardo Pacassi, Pasquale Lazzarini och Antonio Michelazzi. Predikstolen från år 1731 i mogen barockstil är ett verk av Michelazzi medan huvudaltaret med det rekonstruerade 1200-talskrucifixet tillskrivs Lazzarini.